# Portret markizy de Pontejos

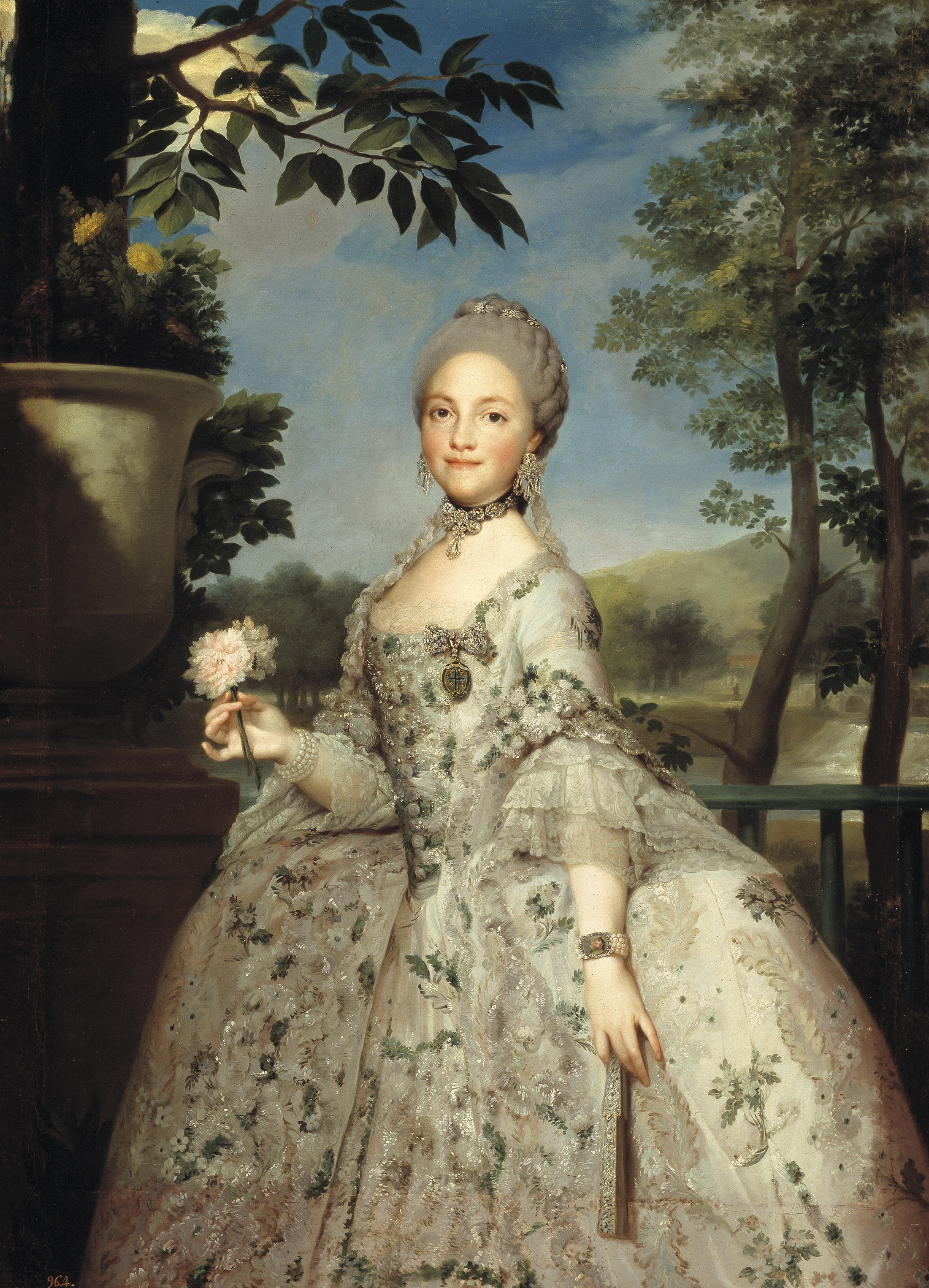
Anton Raphael Mengs, Portret Marii Ludwiki Parmeńskiej, 1765, jedna z inspiracji Goi

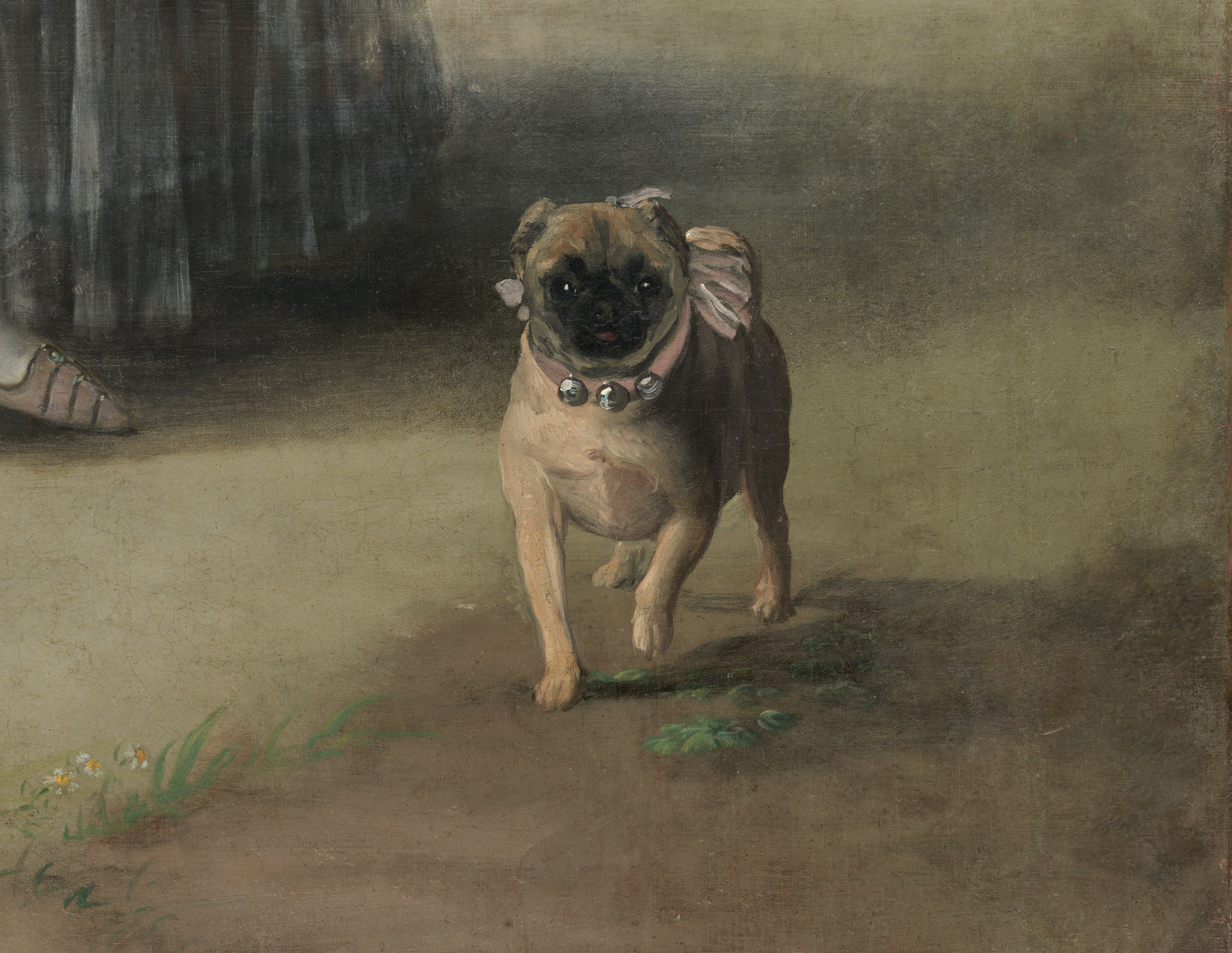
Mops, detal obrazu

Portret markizy de Pontejos (hiszp. La marquesa de Pontejos) – obraz olejny hiszpańskiego malarza Francisca Goi (1746–1828). Przedstawia hiszpańską arystokratkę, Maríę Anę de Pontejos y Sandoval, markizę de Pontejos.

## Markiza de Pontejos
María Ana de Pontejos y Sandoval (1762–1834) pochodziła z zamożnej rodziny arystokratycznej. W wieku 24 lat wyszła za mąż za Francisca Moñino y Redondo, polityka i brata wpływowego ministra hrabiego Floridablanki. Owdowiała i powtórnie wyszła za mąż w 1808 za pochodzącego z Sewilli szlachcica, Fernando de Silva y Meneses. W czasie rządów Józefa Bonapartego w Hiszpanii majątek jej drugiego męża został skonfiskowany. Kiedy ponownie owdowiała, wyszła za mąż za Joaquína Vizcaíno, młodszego od niej o 18 lat i niższego stanem. Oświeceniowe sympatie małżonków i sprzeciw wobec absolutyzmu Ferdynanda VII zmusiły ich, podobnie jak wielu innych ilustrados, do emigracji do Francji w 1822. W Paryżu markiza ponownie spotkała Goyę. Wróciła do Madrytu, gdzie zmarła w wieku 72 lat.
Markiza była jedną z 14 założycielek filantropijnego stowarzyszenia kobiet Junta de Damas powstałego przy Królewskim Madryckim Towarzystwie Ekonomicznym Przyjaciół Kraju. Wspierała oświeceniowe idee i reformy, krytykowała nadużycia kleru. Była znana z zamiłowania do intryg, na emigracji razem z mężem kontynuowała działalność polityczną. Strój, w jakim przedstawił ją Goya, świadczy o zainteresowaniu markizy modą i nowinkami z zagranicy.

## Okoliczności powstania
W 1780 Goya został wybrany członkiem Królewskiej Akademii Sztuk Pięknych św. Ferdynanda w Madrycie. Malarstwo rodzajowe i religijne odeszło wtedy na dalszy plan, a Goya stał się wziętym portrecistą wśród arystokracji. Portret markizy powstał prawdopodobnie w 1786 z okazji jej ślubu z Franciskiem Moñino y Redondo. Hrabia Floridablanca, brat pana młodego, był jednym z protektorów Goi.

## Opis obrazu
Markiza została przedstawiona w całej postaci, na tle zielonego krajobrazu przypominającego park lub ogród. Uwagę przykuwa jej oryginalny strój w popularnym wśród hiszpańskich arystokratek „pasterskim” stylu Marii Antoniny, modnym także w przedrewolucyjnej Francji: podkreślająca talię osy szara suknia ozdobiona koronkami, gazą, białymi i różowymi wstążkami oraz ciętymi kwiatami. Markiza nosi oryginalną pudrowaną perukę i duży słomkowy kapelusz przystrojony błękitnymi wstążkami i gazą. Stroju dopełniają eleganckie buciki na obcasie.
Różowy goździk, który trzyma w dłoni, symbolizuje zaręczyny i miłość. Goździk pojawia się na flamandzkich portretach z XV i XVI w., taki symbol wykorzystał również znany Goi nadworny malarz Anton Raphael Mengs na neoklasycystycznym Portrecie Marii Ludwiki Parmeńskiej z 1765. Towarzyszący markizie pies oznacza wierność, jedną z cnót wymaganych od młodej żony. Już w XVII w. mops pojawiał się na książęcych dworach jako luksusowy element popularnej chinoiserie. Pies wydaje się „dołożonym” do kompozycji elementem, chociaż Goya malował zwierzęta z natury.
W licznych dziełach Goi można zauważyć inspirację angielskim portretem, znanym artyście głównie ze sztychów. Świadczy o tym zwłaszcza przedstawienie postaci na świeżym powietrzu. Podobne kapelusze o szerokim rondzie pojawiają się na portretach Thomasa Gainsborough i innych angielskich malarzy. Możliwe, że portret powstał w takim stylu na życzenie samej markizy.
Goya zwraca szczególną uwagę na elementy stroju, precyzyjnie oddając załamania i plisy sukni. Subtelne detale stroju współgrają z delikatnymi rysami i chłodnym wyrazem twarzy markizy, jednocześnie kontrastując z witalnym pieskiem z dzwoneczkami u szyi.

## Technika
Typowe dla Goi energiczne pociągnięcia pędzlem stały się bardziej zaokrąglone i dopracowane, nadając portretom elegancki styl. Paleta barw stała się jaśniejsza, dominują perłowe szarości i blade róże, nakładane na podkreślający je beżowy podkład. Podobne zmiany w kolorystyce można zaobserwować w kartonach do tapiserii, takich jak Jesień z tego samego roku co portret markizy. Subtelna karnacja modelki powstała poprzez zmieszanie jasnej czerwieni i terre verte stłumionych bielą. Policzki i usta zostały podkreślone karmazynem. Blade odcienie są typowe dla końca hiszpańskiego baroku, podczas gdy srebrne i szarozielone barwy przywołują paletę mistrza Goi, Velázqueza.
Cały obraz powstał prawdopodobnie w kilku etapach: Goya namalował suknię na stojaku ustawionym na tle dekoracji, później dodał twarz modelki i pozostałe elementy, m.in. psa. Mimo tego całe płótno pokrywał farbą w ciągu jednej sesji przy użyciu metody „mokro na mokrym”, dającej mglisty efekt sfumato.

## Proweniencja
Po śmierci markizy jej majątek odziedziczyła najstarsza córka, żona przyszłego markiza de Miraflores. Od potomków markiza w 1931 obraz zakupił amerykański kolekcjoner sztuki Andrew W. Mellon, którego zbiory trafiły do nowo powstałej National Gallery of Art w Waszyngtonie.